# Waled Asem
Waled Asem is een bestuurslaag in het regentschap Cirebon van de provincie West-Java, Indonesië. Waled Asem telt 2182 inwoners (volkstelling 2010).